# Austrolimnophila recens
Austrolimnophila recens är en tvåvingeart som först beskrevs av Alexander 1921.  Austrolimnophila recens ingår i släktet Austrolimnophila och familjen småharkrankar.
Artens utbredningsområde är Madagaskar. Inga underarter finns listade i Catalogue of Life.